# Anastassija Panteleimonowna Schuse
Anastassija Panteleimonowna Schuse (russisch Анастасия Пантелеймоновна Жузе; * 18. Julijul. / 31. Juli 1905greg. in Kasan; † 12. September 1981 in Moskau) war eine sowjetische Hydrobiologin und Mikropaläontologin.

## Leben
Schuses Vater war der Arabist Panteleimon Schuse. Ihre Mutter Ljudmila Lawrentjewna geborene Sujewa stammte aus einer Kaufmannsfamilie. Schuse besuchte in Kasan das Gymnasium. 1920 flüchtete die Familie vor Bürgerkrieg und Hunger nach Baku. Schuse studierte an der Universität Baku in der Naturwissenschafts-Abteilung  der Physikalisch-Mathematischen Fakultät mit Abschluss 1929 als Hydrobiologin. Mangels einer Stelle für Hydrobiologen arbeitete sie zunächst in der Bibliothek.
Dank ihrer Bekanntschaft mit dem Phytoplankton-Spezialisten I. A. Kisseljow erhielt Schuse 1930 eine Einladung in das Leningrader Forschungsinstitut für Geologische Prospektion. Sie arbeitete in dem Laboratorium für Mikropaläobotanik und führte Untersuchungen der modernen und subfossilen Flora der Gewässer Zentralrusslands, des Nordurals und östlich des Urals durch (1931–1937). Sie nahm an den ersten mikropaläontologischen Versuchen der Anwendung der Diatomeen-Analyse für die Feststellung der Geschichte der modernen Gewässer teil.
Schuse heiratete 1935 den Geomorphologen Konstantin Markow, mit dem sie ab 1937 in Moskau lebte. Sie verteidigte 1939 an der Universität Leningrad (LGU) inre Dissertation über die Bedeutung der Diatomeen für die paläogeographische Rekonstruktion mit Erfolg für die Promotion zur Kandidatin der geographischen Wissenschaften.
Während des Deutsch-Sowjetischen Kriegs arbeitete Schuse 1942–1943 in dem aus Moskau nach Alma-Ata evakuierten Institut für Geographie der Akademie der Wissenschaften der UdSSR (AN-SSSR). Darauf  arbeitete sie im Moskauer Institut für Geologische Prospektion (MGRI), im Leningrader Allrussischen Karpinski-Forschungsinstitut für Geologie und in der Uraler Geologie-Verwaltung.
Ab 1951 war Schuse wissenschaftliche Senior-Mitarbeiterin des Instituts für Ozeanologie der AN-SSSR und leitete die Mikropaläontologie-Gruppe in der Abteilung für Ozeangeologie. 1959 verteidigte sie ihre Doktor-Dissertation über die Stratigraphie der Sedimente der Fernost-Meere und des Nordwest-Pazifiks (nach Daten der Diatomeen-Analyse) mit Erfolg für die Promotion zur Doktorin der geographischen Wissenschaften.
Schuses 1938 und 1939 geborene Kinder waren 1942 in der Evakuierung gestorben. Ihre Tochter Anastassija (* 1943) wurde Geographin und Paläontologin.
Schuse starb am 12. September 1981 in Moskau und wurde auf dem Kunzewoer Friedhof begraben.

## Ehrungen, Preise
- Stalinpreis I. Klasse (200.000 Rubel) (1951) für das Autorenkollektiv W. S. Porezki, W. S. Scheschukowa, I. A. Kisseljow, A. I. Proschkina und M. M. Sabelina der Arbeiten über die Diatomeen-Analyse in 3 Bänden (1949–1950)[1]